# Pila (Laguna)
Pila è una municipalità di quarta classe delle Filippine, situata nella Provincia di Laguna, nella Regione del Calabarzon.
Pila è formata da 17 baranggay:
- Aplaya
- Bagong Pook
- Bukal
- Bulilan Norte (Pob.)
- Bulilan Sur (Pob.)
- Concepcion
- Labuin
- Linga
- Masico
- Mojon
- Pansol
- Pinagbayanan
- San Antonio
- San Miguel
- Santa Clara Norte (Pob.)
- Santa Clara Sur (Pob.)
- Tubuan